# 팀 스콧
티모시 유진 스콧(Timothy Eugene Scott, 1965년 9월 19일 출생)은 미국의 사업가이자 정치인으로, 2013년부터 사우스캐롤라이나주의 하급 미국 상원의원으로 재직 중이다. 공화당 소속으로, 미국 남부에서 직접 선거로 선출된 최초의 아프리카계 미국인 상원의원이자, 미국 역사상 가장 오랫동안 재직한 흑인 상원의원이며, 하원과 상원 모두에서 재직한 최초의 흑인 미국인이자, 전체 위원회의 위원장을 맡은 최초의 흑인 상원의원이다.
찰스턴에서 태어나고 자란 스콧은 정치에 입문하기 전에 금융서비스 분야에서 일했다. 그는 1995년부터 2009년까지 찰스턴 카운티 의회에서 근무했으며, 2009년부터 2011년까지 사우스캐롤라이나 주 의회 의원이었고, 2011년부터 2013년까지 미국 하원에서 South Carolina's 1st congressional district을 대표했다. 2013년, 짐 드민트가 사임하자 니키 헤일리 주지사는 스콧을 상원의원으로 임명했다. 스콧은 2014년 보궐 선거에서 당선되었고, 2016년에 정식 임기로 선출되었으며 2022년에 재선되었다.
2023년 5월, 스콧은 2024년 공화당 대통령 후보 경선에 출마를 선언했다. 그는 여론조사 지지율이 낮아 11월에 선거운동을 중단했다. 2024년 선거 후 스콧은 국가공화상원의원위원회 위원장으로 선출되었다. 그는 또한 상원 은행 위원회 위원장을 맡고 있다.

## 어린 시절과 교육
팀 스콧은 1965년 9월 19일 노스찰스턴에서 간병인인 프랜시스와 벤 스콧 시니어의 아들로 태어났다. 스콧이 일곱 살 때 그의 부모는 이혼했고, 그와 그의 형은 나중에 미 육군의 상사가 되었는데, 어머니가 가족을 부양하기 위해 종종 야간 근무를 두 번씩 뛰며 힘든 노동자 계층의 빈곤 속에서 자랐다.
부모님이 이혼한 후, 스콧과 그의 어머니, 그리고 형은 외조부모님 댁으로 이사했다. 거기서 그는 외조부와 친밀한 유대감을 형성했다.
노스찰스턴의 R.B. 스톨 고등학교 신입생 때 그는 여러 과목에서 낙제하여 어머니가 그를 여름 학교에 보내야 했고, 그는 지역 영화관에서 일하며 학비를 벌어야 했다. 이 시기에 그는 인근 칙필레의 소유주인 존 모니즈를 만났다. 스콧의 직장에서 샌드위치를 통한 첫 만남은 중요한 멘토링 관계로 발전했다. 모니즈는 스콧에게 개인의 책임, 보수적인 사업 원칙, 자선 사업, 그리고 재정에 대해 가르쳤다.
어릴 때부터 스콧은 스포츠를 좋아했고 축구에 뛰어났다. 그는 고등학교에서 인종적 편견을 극복하고, 2학년 때 학생회 부회장으로, 3학년 때 학생회장으로 선출되었다.
졸업반 한 달 전, 그는 운전 중에 잠들어 자동차 사고를 당하여 축구 선수로서의 전망이 어두워졌다. 그럼에도 불구하고 그는 1983년부터 1984년까지 장로교 대학에 부분 축구 장학금을 받고 다녔다. 그는 기독인 운동선수협회에 소개되었고, 이 만남은 그가 기독교 신앙을 갖게 되는 계기가 되었으며, 이는 그의 삶의 중심이 되었다. 스콧은 나중에 찰스턴 서던 대학교로 편입하여 1988년 정치학 학사 학위를 취득했다.
대학 졸업 후 스콧은 보험 대리인 및 재정 상담사로 일하며 자신의 보험 대리점인 팀 스콧 올스테이트를 설립하는 발판을 마련했다.

## 초기 정치 경력

### 찰스턴 카운티 의회 (1995–2009)

#### 선거
스콧은 1995년 2월, 노스찰스턴 시장으로 선출되면서 사임한 키스 섬미의 자리를 대신할 찰스턴 카운티 의회 광역선거구 의원 보궐 선거에 출마했다. 스콧은 백인 다수 지역에서 거의 80%의 득표율을 얻어 공화당 소속으로 당선되었다. 그는 19세기 후반 이후 사우스캐롤라이나에서 공직에 선출된 최초의 흑인 공화당원이 되었다.
1996년, 스콧은 사우스캐롤라이나 제42상원 지구에서 민주당 주 상원의원 로버트 포드에게 도전했지만 65대 35%로 패배했다.
스콧은 2000년에 찰스턴 카운티 의회에 재선되었다. 2004년에는 61%의 득표율로 재선되었고, 민주당의 엘리엇 섬미(키스 섬미 시장의 아들)를 물리쳤다.

#### 카운티 의회 재임 기간
스콧은 1995년부터 2009년까지 찰스턴 카운티 의회에서 근무했으며, 2007년에 의장이 되었다. 1997년에 그는 의회 회의장 밖에 십계명을 게시하는 것을 지지했는데, 이는 구성원들에게 따라야 할 절대적인 규칙을 상기시켜줄 것이라고 말했다. 카운티 의회는 만장일치로 게시를 승인했고, 스콧은 킹 제임스 판 십계명을 벽에 못 박았다. 얼마 후, ACLU와 미국 교회와 국가 분리 연합은 연방 소송에서 이에 이의를 제기했다. 게시가 위헌이라는 초기 법원 판결 후, 의회는 더 많은 법률 비용을 피하기 위해 법정 밖에서 합의했다. 소송 비용에 대해 스콧은 "이 목표를 추구하는 데 드는 비용이 얼마든지 가치가 있다"고 말했다.
2001년 1월, 미국 법무부는 투표권법에 따라 찰스턴 카운티, 사우스캐롤라이나를 인종 차별 혐의로 고소했는데, 이는 의회 의석이 광역 선거를 기반으로 하여 카운티 전체가 각 의석을 채우기 위해 투표한다는 의미였다. 법무부는 2000년 11월 이 문제에 대해 카운티 공무원들과 협상하려고 시도했다. 법무부 관계자들은 광역 의석이 카운티의 상당한 아프리카계 미국인 소수 집단의 투표권을 희석시키며, 2000년에는 이들이 인구의 34.5%를 차지했다고 지적했다. 이들은 몇 년 동안 "자신들이 선호하는 후보자"를 선출할 수 없었다. 백인 또는 유럽계 미국인은 카운티 인구의 61.9%를 차지했다. 카운티 공무원들은 1989년 대다수의 유권자가 주민투표에서 광역 의석을 통해 의원들을 선출하는 것을 승인했다고 지적했다.
카운티 의회에서 유일한 아프리카계 미국인 의원인 스콧은 이 사건과 단일 의원 지역구에서 의회 의원을 선출하는 대안에 대해 다음과 같이 말했다.
모든 사람을 더 작은 지역구로 분리하는 것은 좋지 않습니다. 게다가 법무부는 아프리카계 미국인이 대표자를 갖는 유일한 방법이 아프리카계 미국인을 선출하는 것이고, 백인도 마찬가지라고 가정합니다. 분명히 제 유권자들은 그것이 사실이라고 생각하지 않습니다.
법무부는 유권자들이 카운티 내 흑인 거주지에서 스콧을 의회 후보로 거부했기 때문에 문제가 민족성의 문제가 아니라고 주장했다. 소송은 백인 다수 때문에 "백인 집단 투표는 일반적으로 흑인 유권자들이 선호하는 후보자들의 패배를 초래한다"고 지적했다. 법무부는 흑인들이 카운티의 밀집 지역에 살고 있으며, 카운티 의석이 9개의 단일 의원 지역구로 분할될 경우 3개 지역에서 다수를 차지할 수 있다고 덧붙였다.
법무부가 이겼다. 새로운 지구 계획은 찰스턴 시의회 의원을 선출하는 광역 방식을 대체했다. 연방 법원은 법무부가 제기한 소송에 따라 이전 방식이 투표권법을 위반했다고 판결했다. 스콧은 그 후 카운티 전체가 아닌 제3지구에서 찰스턴 카운티 의회에 선출되었다.

#### 위원회 배정
- 경제 개발 위원회 (위원장)[26]

### 사우스캐롤라이나 하원 (2009–2011)

#### 선거
2008년, 현직 공화당 주 하원의원 톰 댄츨러가 은퇴하기로 결정했다. 니콜라 무진과 같은 고문들의 지원을 받아, 스콧은 사우스캐롤라이나 하원의 제117지구 의원직에 출마하여 공화당 예비선거에서 빌 크로스비와 휠러 틸먼을 물리치고 53%의 득표율로 승리했다. 그는 총선에서 무투표로 당선되었고, 100여 년 만에 사우스캐롤라이나에서 공화당 소속 흑인 주 하원의원이 되었다.

#### 주 의회 재임 기간
스콧은 사우스캐롤라이나의 노동삼권에 관한 법률을 지지했으며, 보잉이 이 때문에 사우스캐롤라이나를 제조 부지로 선택했다고 주장했다.
사우스캐롤라이나 성장을 위한 클럽의 2009–2010년 성적표에서 스콧은 B등급과 100점 만점에 80점을 받았다. 사우스캐롤라이나 납세자 협회는 그의 "높은 세금에 대한 성실하고 원칙적인 용기 있는 입장"을 칭찬했다.

#### 위원회 배정
- 사법
- 노동, 상공 및 산업
- 재정수단[35]

## 미국 하원 (2011–2013)

### 선거

#### 2010년
스콧은 부주지사 선거에 출마했지만, 공화당 현직 의원 헨리 브라운이 은퇴를 발표한 후 사우스캐롤라이나 제1선거구 하원의원 선거로 전환했다. 제1지구는 찰스턴에 기반을 두고 있으며, 주 해안선의 북쪽 3/4 정도를 포함한다(재조정 후 제2지구에 포함된 뷰퍼트와 힐튼 헤드 아일랜드는 제외).
스콧은 6월 8일 9명의 후보가 출마한 공화당 예비선거에서 32%의 다수 득표율로 1위를 차지했다. 동료 찰스턴 카운티 의원 폴 서먼드가 16%로 2위였다. 전 주지사 캐럴 A. 캠벨 주니어의 아들인 캐럴 A. 캠벨 3세는 14%로 3위였다. 찰스턴 카운티 교육위원 래리 코브로프스키는 11%로 4위였다. 다른 5명의 후보는 한 자릿수 득표율을 기록했다.
스콧과 서먼드 사이의 결선투표는 6월 22일에 열렸다. 스콧은 성장 클럽, 다양한 티파티 운동 단체, 전 알래스카 주지사이자 부통령 후보였던 세라 페일린, 공화당 하원 원내총무 에릭 캔터, 전 아칸소주 주지사 마이크 허커비, 그리고 사우스캐롤라이나 상원의원이자 미닛맨 프로젝트 설립자 짐 드민트의 지지를 받았다. 그는 서먼드를 68대 32%로 물리쳤고, 선거구의 모든 카운티에서 승리했다.
AP 통신에 따르면, 스콧은 "선거 기간 동안 거의 72만 5천 달러를 사용하여 11월 상대방의 2만 달러 미만을 훨씬 능가하는 모금 실적을 보였다"고 한다. 그는 민주당 후보 벤 프레이저를 상대로 총선에서 65대 29%로 승리했다. 이 선거로 스콧과 플로리다의 앨런 웨스트는 J. C. 와츠가 2003년에 은퇴한 이후 의회에 진출한 최초의 아프리카계 미국인 공화당원이 되었다. 스콧은 또한 114년 만에 사우스캐롤라이나에서 의회에 선출된 최초의 아프리카계 미국인 공화당원이 되었다.

#### 2012년
스콧은 예비선거에서 무투표로 당선되었고, 민주당 후보 바비 로즈를 상대로 총선에서 62대 36%로 승리했다.

#### 하원의원 재임 기간

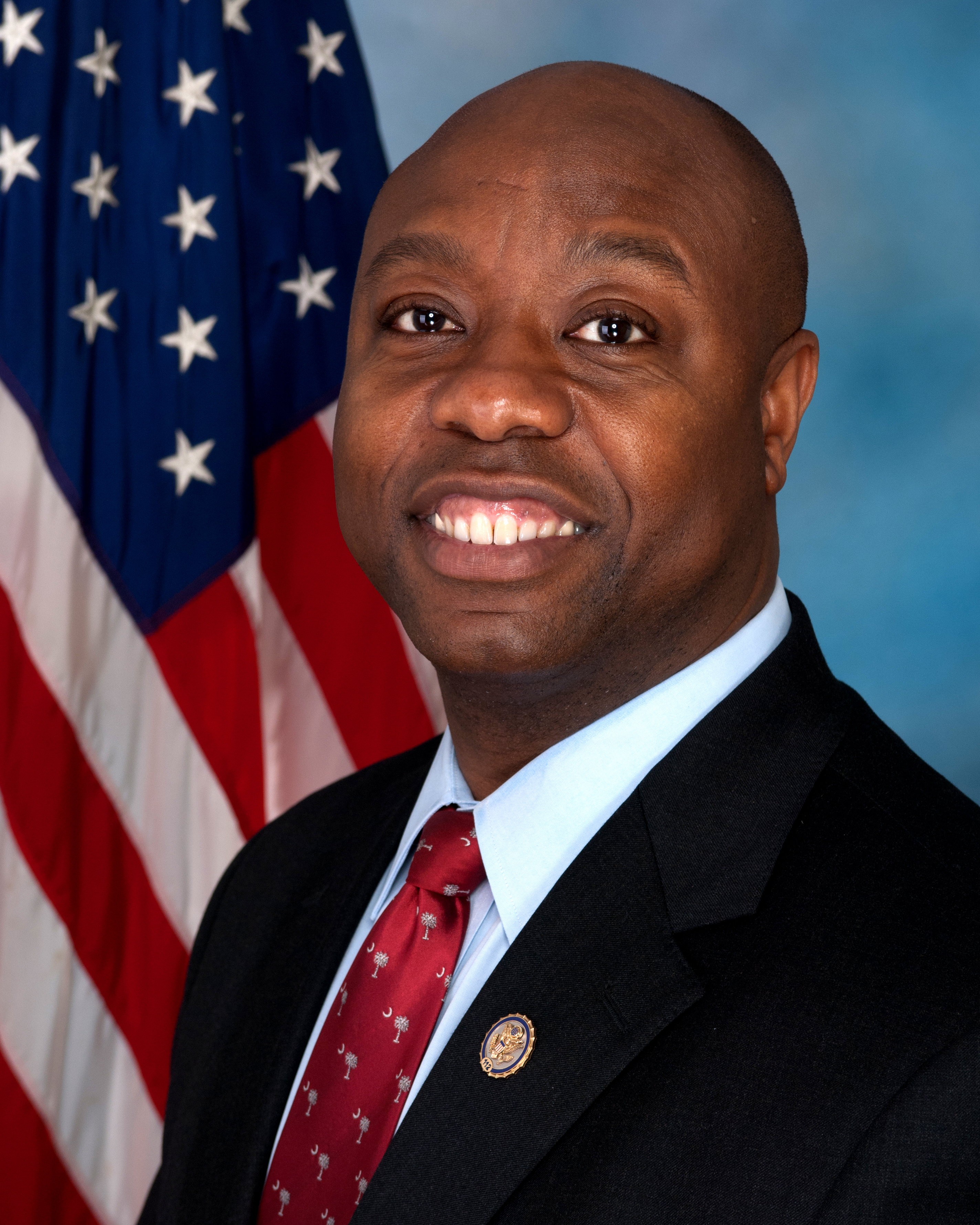
112대 의회 공식 초상화

스콧은 의회 흑인 의원 모임 (CBC)에 가입하지 않았다. 그는 CBC의 노력을 인정했지만 "나의 선거 운동은 인종에 관한 것이 아니었다"고 말했다.
2011년 3월, 스콧은 복지 개혁 법안을 공동 발의했는데, 진보 블로그인 씽크프로그레스는 이 법안이 가족 구성원이 파업에 참여할 경우 식량 배급권을 종료할 것이라고 주장했지만, 공화당 연구위원회는 이 주장을 부인했다. 그는 2011년 7월에 미국 노동 관계 위원회가 "어떤 상황에서도 고용주에게 고용의 재배치, 폐쇄 또는 이전"을 명령할 수 없도록 하는 법안을 도입했다. 미국 노동 관계 위원회는 최근 보잉 생산 시설을 워싱턴 주에서 사우스캐롤라이나로 이전하는 것에 반대했다.
스콧은 찰스턴 항구의 준설 프로젝트에 대한 연방 기금 약 3억 달러를 성공적으로 유치했으며, 이 프로젝트는 지정 예산도 아니고 낭비적인 정부 지출의 예시도 아니라고 말했다. 그는 이 프로젝트가 장점에 기반을 두었고, 더 큰 화물선이 항구를 이용할 수 있게 되고 일자리가 창출될 것이므로 국익에 부합한다고 말했다. 2011년 여름 미국 부채 한도 상향 조정에 대한 논의에서 스콧은 부채 한도 법안에 균형 예산 수정안이 포함되는 것을 지지했지만, 하루 종일 회의와 기도를 한 후 법안에 반대하는 쪽에서 반대 투표를 했다.

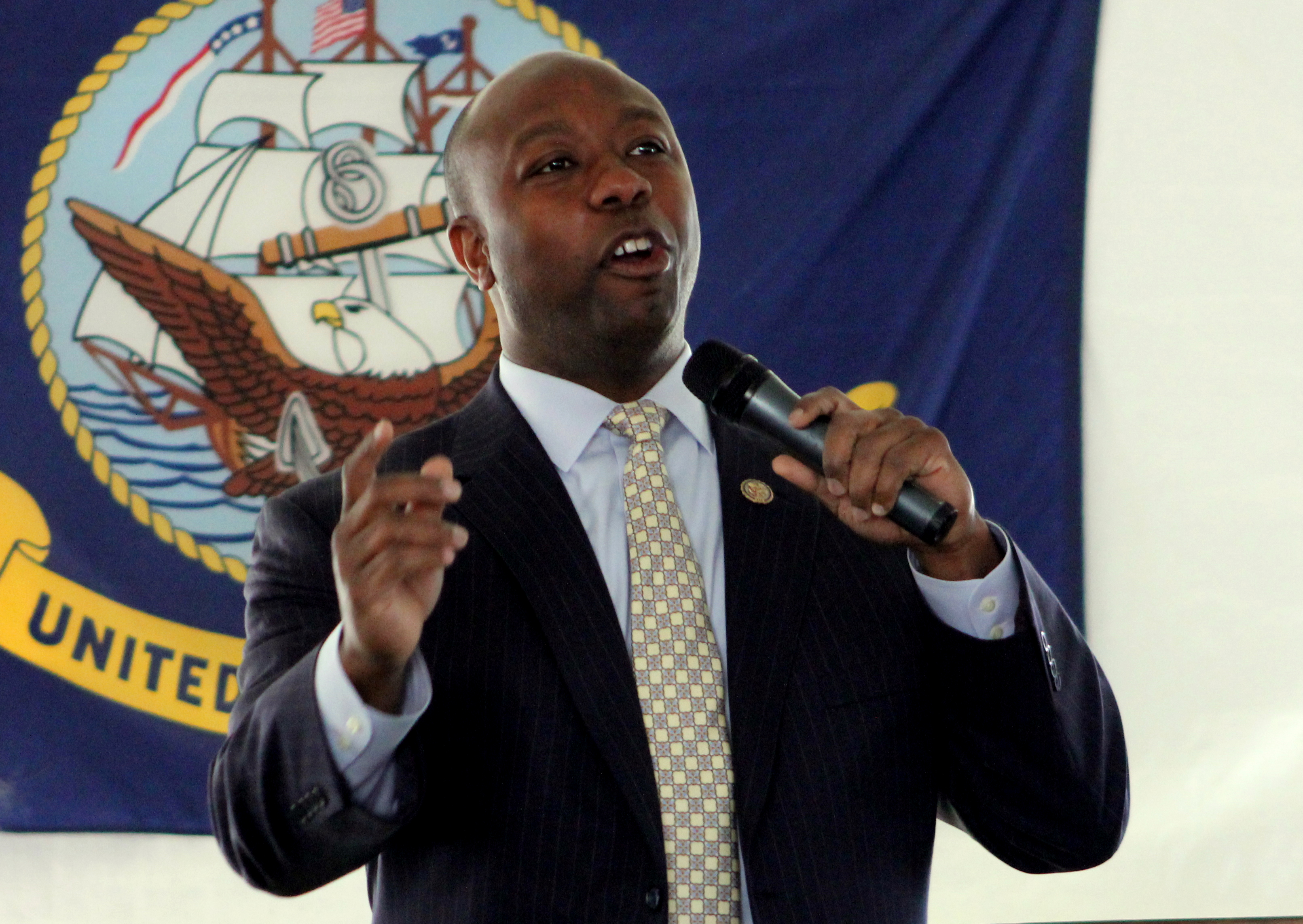
2011년 재향군인의 날 행사에서 연설하는 스콧

#### 위원회 배정
하원 공화당 운영위원회는 스콧을 교통위원회와 중소기업위원회에 임명했다. 그는 나중에 규칙위원회에 임명되었고 다른 두 위원회 임무를 포기했다.
- 규칙위원회
  - 규칙 및 의회 조직 소위원회

## 미국 상원 (2013–현재)

### 2012년 임명
2012년 12월 17일, 사우스캐롤라이나 주지사 니키 헤일리는 은퇴하는 상원의원 짐 드민트를 대신하여 스콧을 임명할 것이라고 발표했다. 드민트는 이전에 헤리티지 재단의 회장이 되기 위해 상원에서 은퇴할 것이라고 발표했었다. 스콧은 사우스캐롤라이나 출신의 최초의 아프리카계 미국인 상원의원이다. 그는 제113차 의회에서 모 코원과 나중에 코리 부커와 함께 3명의 흑인 미국 상원의원 중 한 명이었다(그리고 버락 오바마의 후임으로 롤랜드 버리스가 2010년에 은퇴한 이후 처음). 그는 재건 시대 이후 미국 남부에서 미국 상원의원으로 재직한 최초의 아프리카계 미국인이다.
두 차례, 처음에는 2013년 1월 2일부터 2013년 2월 1일까지, 그리고 다시 2013년 7월 16일부터 2013년 10월 31일까지 스콧은 유일한 아프리카계 미국인 상원의원이었다. 그와 코원은 함께 재직한 최초의 흑인 상원의원이었다.
뉴스 미디어는 스콧, 트레이 가우디 하원의원, 전 사우스캐롤라이나 법무장관 헨리 맥매스터, 전 사우스캐롤라이나 영부인 제니 샌포드, 사우스캐롤라이나 보건 및 환경 통제국 국장 캐서린 템플턴이 드민트를 대체할 헤일리의 최종 후보 명단에 있었다고 보도했다. 스콧을 선택한 것에 대해 헤일리는 "소수민족 여성으로서 저에게 중요한 것은 스콧 의원이 이 자리를 얻었다는 것입니다. 그는 그 자신 때문에 이 자리를 얻었습니다. 그는 자신이 보여준 결과로 이 자리를 얻었습니다"라고 말했다.

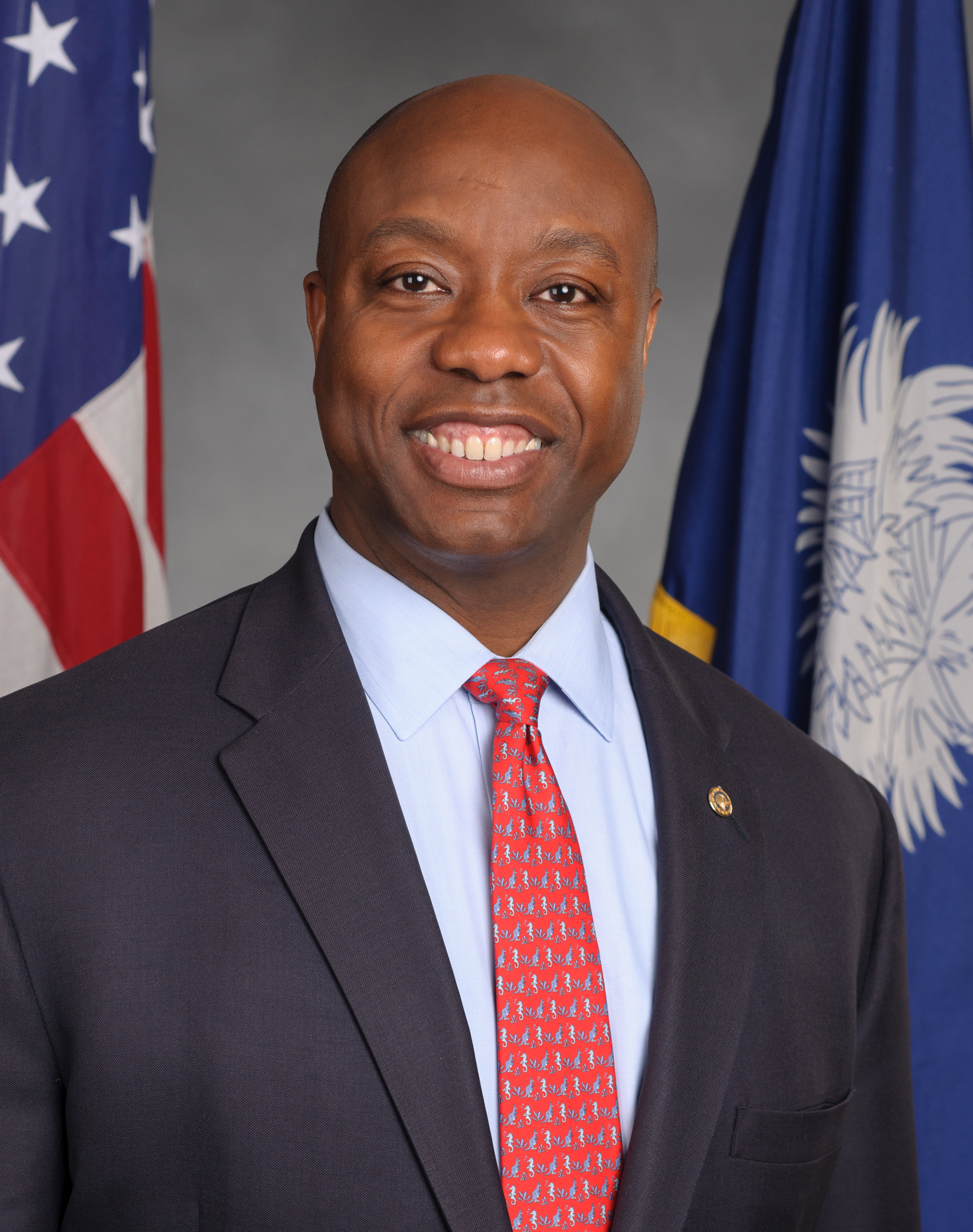
스콧의 제113대 의회 초상화, 2013년

### 선거

#### 2014년
스콧은 드민트의 잔여 임기 2년을 수행하기 위해 출마하여 당선되었다. 2014년 1월, 그는 론 존슨 상원의원의 미국 연방 인사 관리처의 환자보호 및 부담적정보험법 판결에 대한 법적 도전을 지지하는 법정 조언자 의견서에 서명했다.

#### 2016년
스콧은 전체 임기로 재선되었다. 그는 성장 클럽의 지지를 받았다.
2018년 7월, 스콧과 상원의원 코리 부커, 그리고 당시 상원의원 카멀라 해리스는 린치를 연방 증오범죄로 만드는 초당적 법안을 발의했다.
2019년 2월, 스콧은 부분적인 정부 폐쇄를 막고 미국-멕시코 국경에 55마일의 울타리를 포함한 13억 7500만 달러의 장벽 건설 예산을 담은 법안에 반대표를 던진 16명의 상원의원 중 한 명이었다.
2021년 4월, 스콧은 조 바이든 대통령의 의회 합동 연설에 대한 공화당의 답변을 전달했다.
2021년 5월 28일, 스콧은 2021년 미국 국회의사당 습격 사건을 조사할 독립 위원회 설립에 반대 투표를 했다.

#### 2022년
2019년 8월, 스콧은 "재선에 출마할 계획이지만, 만약 출마한다면 그것이 마지막이 될 것"이라고 말했다. 그는 2022년에 재선되어 민주당 후보 크리스틀 매튜스를 물리쳤다.

### 미국 상원 재임 기간

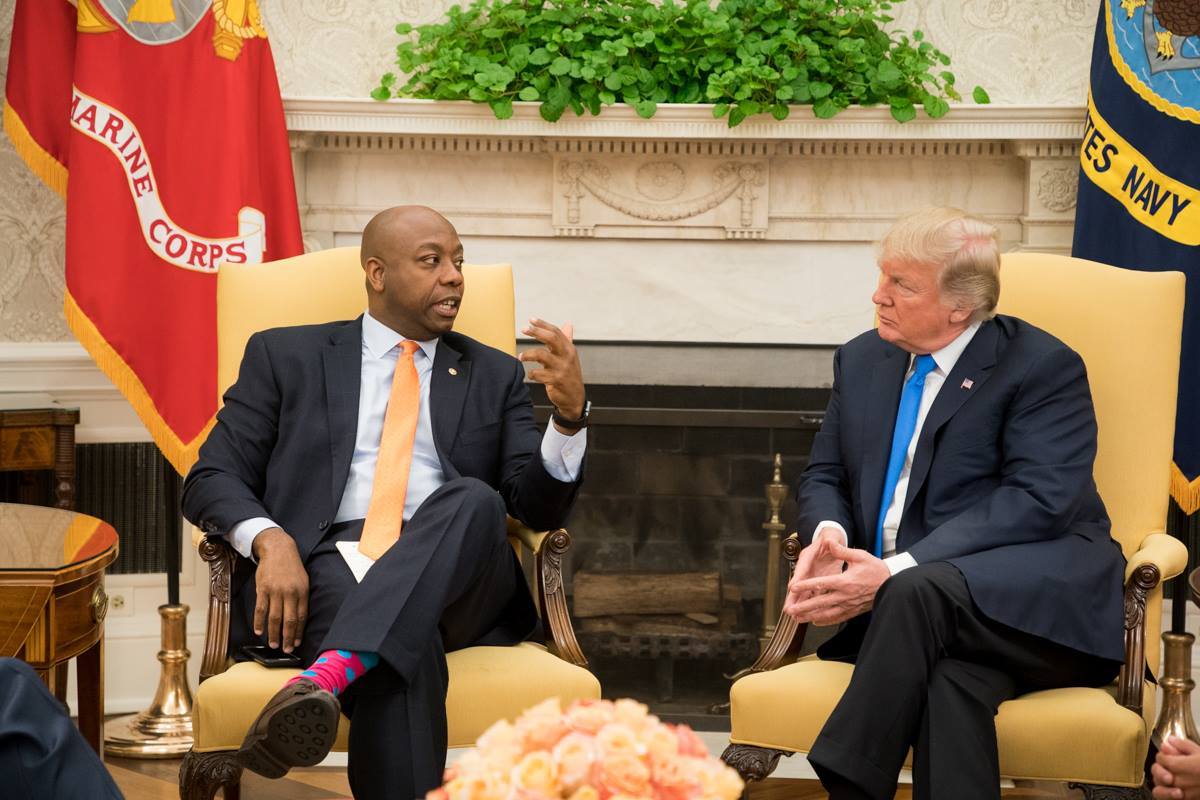
2017년 도널드 트럼프 대통령과 스콧

#### 정의법
스콧은 인종 및 경찰 개혁에 관한 법안 초안 작성을 주도했다. 흑인 사회의 다른 이들로부터 회의적인 반응이 나오자, 그는 "지난 24시간 동안 내 멘션에 '토큰', '소년', '이용당하고 있다'는 말이 많이 나왔다"며 "솔직히 말해서 ... 인종 프로파일링을 당하고, 수십 번 검문당하고, 수년 동안 목소리를 내온 사람이 이 법안을 초안하는 것을 원치 않는다는 말인가?"라고 트윗했다.
스콧의 106페이지 분량의 정의법에는 다음 내용이 포함되어 있다.
- 물리력 사용, 노크 없는 수색영장에 대한 연방 보고 의무 강화.
- 허위 경찰 보고에 대한 처벌 강화.[82]
- 치명적인 무력이 허용되지 않는 경우 목 조르기를 허용하는 경찰서에 대한 자금 지원 중단.[82]
- 경찰 바디캠 확대 및 미사용 시 벌칙 부과를 위한 보조금.[82]
- 고용에 사용될 경찰 징계 기록 데이터베이스 생성.[82]
- 린치를 연방 범죄로 규정.[82]
- 법무부가 긴장 완화 전술에 대한 훈련을 제공하고 개입 의무 정책을 시행하도록 지시.[82]

이 법안에는 제한적 면책특권에 대한 제한을 포함하여 민주당이 요구하는 조항이 없었다. 낸시 펠로시는 스콧의 법안을 "부적절하다"고 불렀고, 공화당원들이 "무언가를 해야 할 필요성을 이해하고 있다. ... 그들은 그것을 인정하고 고려할 만한 몇 가지 제안을 하고 있지만, 아직까지는 실제로 조지 플로이드 살인 사건에서 벗어나려고 노력하고 있다"고 말했다. 상원 소수당 원내총무 딕 더빈 민주당원은 이 법안을 "토큰" 법안이라고 불렀지만, 나중에 스콧에게 사과했다. 두 명의 민주당원과 민주당과 함께 활동하는 한 명의 무소속 상원의원은 당론을 깨고 스콧의 법안을 지지했지만, 결국 민주당은 의사진행 방해를 이용하여 이를 저지했다. 이 법안은 필요한 60표 중 55표를 얻었다.

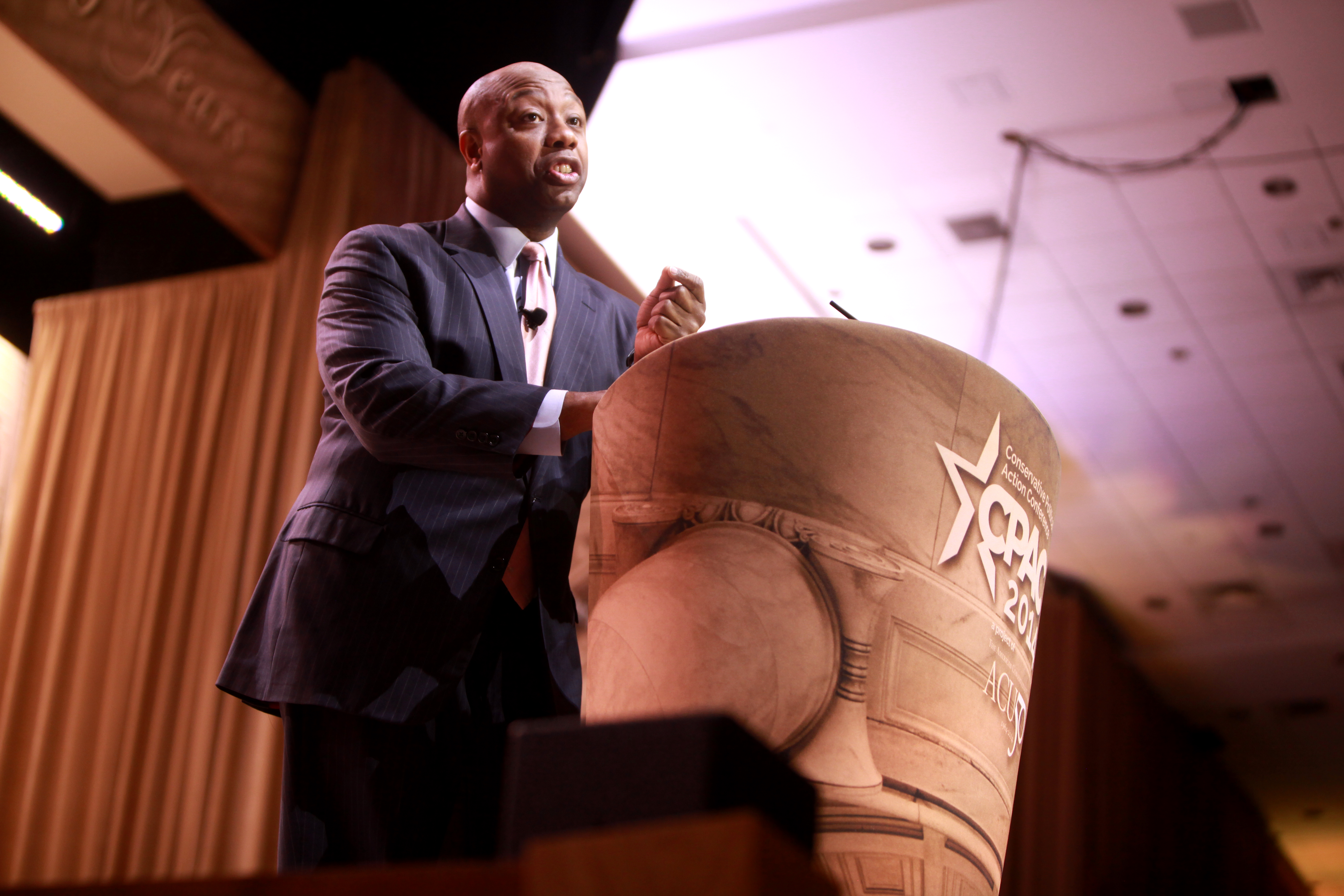
2014년 내셔널 하버에서 열린 보수정치행동회의 (CPAC)에서 연설하는 스콧

### 제119차 미국 의회위원회 배정[87]

#### 현재
- 은행, 주택 및 도시 문제 위원회 (위원장)
  - 금융 기관 및 소비자 보호 소위원회
  - 주택, 교통 및 지역 사회 개발 소위원회
  - 증권, 보험 및 투자 소위원회
  - 국가 안보 및 국제 무역 및 금융 소위원회
  - 디지털 자산 소위원회
  - 경제 정책 소위원회
- 재정위원회
- 보건, 교육, 노동 및 연금 위원회
- 중소기업 및 기업가 정신 위원회
- 유럽 안보 협력 위원회

### 간부회 구성원
- 상원 타이완 코커스[88]

## 2024년 대선 캠페인
2023년 2월, 스콧이 대선 출마를 준비하고 있다는 보도가 나왔다. 그는 흑인 역사의 달 행사로 찰스턴에서 시작하여, 2024년 공화당 대선 경선에서 첫 투표를 하는 아이오와주 전역에서 행사와 연설을 진행하는 "청취 투어"를 발표했다. 다른 발표되거나 예상되는 공화당 후보들도 스콧과 동시에 아이오와에서 행사를 개최했다.
2023년 4월 12일, 스콧은 잠재적인 대선 출마를 위해 탐색 위원회를 구성했다. 5월 19일, 그는 미국 연방선거위원회에 대선 출마 서류를 제출했다. 그는 5월 22일 노스찰스턴에서 공식적으로 출마를 선언했다.
스콧은 2023년 11월 12일 폭스 뉴스의 트레이 가우디와 함께하는 일요일 밤에서 그의 선거 운동 중단을 발표했다.

## 정치적 입장

### 세금과 지출
스콧은 연방 지출과 세금이 줄어야 한다고 믿는다.

### 헬스케어
스콧은 환자보호 및 부담적정보험법이 폐지되어야 한다고 믿는다. 그는 미국의 헬스케어가 세계 최고 수준이며, 전 세계 사람들이 미국 의과대학에서 공부하러 오고, 대기자 명단이 드물며, 미국인들은 보험, 제공자, 치료 과정을 선택할 수 있다고 말했다. 스콧은 비경제적 손해를 제한하여 의료 소송 시스템을 개혁하고 메디케어를 개혁함으로써 비용을 통제하면서도 혜택을 유지하는 ACA의 대안을 지지한다.
2019년 1월, 스콧은 건강 보험 세금을 2년 동안 연기하는 건강 보험 세금 감면법을 공동 발의한 6명의 상원의원 중 한 명이었다.

### 경제 개발
스콧은 자신의 지역구를 위한 인프라 개발과 공공사업을 지지한다. 그는 심해 석유 시추 제한에 반대한다.
스콧은 2023년 재정 책임법 최종 통과에 반대표를 던진 31명의 공화당 상원의원 중 한 명이었다.

### 사회 문제
스콧은 자신을 낙태 반대론자라고 설명하며 낙태에 대한 강력한 반대자였다. 그는 성인 및 제대혈 줄기세포 연구를 지지하지만, 납세자 기금으로 지원되는 배아줄기세포 연구 및 실험용 인간 배아 생성을 반대한다. 2023년 인터뷰에서 그는 대통령으로 당선될 경우 20주 연방 낙태 금지 법안에 서명할 것이라고 말했다. 그는 또한 조력자살에 반대한다. 대선 운동 중 그는 6주 낙태 금지를 지지하는지 여부에 대한 질문을 회피했다.
스콧은 동성결혼에 반대하며, 동성결혼의 연방 법적 인정을 제공하는 2022년 혼인 존중법에 반대 투표를 했다.
2022년과 2023년에 그는 릭 스콧 상원의원(혈연 관계 없음)과 함께 아동 보호법을 공동 발의했는데, 이 법안은 학교가 자녀의 "대명사, 성별 표시 또는 성별 기반 편의 시설(탈의실 및 화장실 포함)" 변경 사항을 부모에게 알리지 않을 경우 연방 자금을 삭감하는 내용이다. 2023년 8월 23일, 공화당 대선 후보 토론에서 그는 다음과 같이 말했다. "하나님이 당신을 남자로 만드셨다면, 당신은 남자들과 겨루는 스포츠를 해야 합니다."

### 이민
스콧은 애리조나주 SB 1070과 유사한 연방 법안을 지지한다. 그는 불법 이민자를 고의로 고용하는 고용주에 대한 처벌 강화를 지지한다. 그는 또한 정부에서 영어를 공식 언어로 만들고 새로운 이민자들이 영어를 배우도록 요구함으로써 문화 동화를 장려한다. 그는 불법 이민자들을 위한 시민권 경로에 반대한다.

### 노동
스콧은 가족 구성원이 노동 파업에 참여하여 소득이 자격 수준으로 떨어진 가족에게 식량 배급권을 거부하는 법안을 제출했다.

### 외교 정책
스콧은 아프가니스탄에서의 군사 주둔 지속을 주장했으며, 조기 철수는 알카에다에게 이로울 것이라고 믿었다. 그는 이란을 세계에서 가장 위험한 국가로 보고 있으며, 미국이 그곳의 민주화 지지 단체들을 도와야 한다고 믿는다. 스콧은 2011년 리비아 군사 개입에 반대했다.
스콧은 가자 전쟁의 휴전 요구를 거부하며 "악과 협상할 수 없다. 그것을 파괴해야 한다"고 말했다. 그는 가자 지구의 팔레스타인 민간인에게 인도적 지원을 보내는 것에 반대했다. 2023년 11월 공화당 대선 예비 토론회에서 스콧은 미국-이란 외교적 합의는 불가능하다고 시사했다. 이란 대리 세력의 이라크와 시리아 미군 기지 공격에 대해 질문받았을 때, 그는 "실제로 뱀의 머리를 잘라야 하며, 뱀의 머리는 단순히 대리 세력이 아니라 이란이다"라고 대답했다.

#### 중국
2017년 11월, 중국이 미국 기술 기업을 인수하려는 노력에 대응하여 스콧은 미국 외국인 투자 위원회 (CFIUS)를 강화하여 소규모 투자에 대해서도 검토하고 거부할 수 있도록 하고, 거래의 일환으로 미국인 정보가 노출되는지 또는 거래가 사기를 조장하는지 여부와 같은 국가 안보 요소를 추가하여 외국인의 미국 기업 인수를 막는 연방 정부의 능력을 확대하는 법안의 공동 발의자 9명 중 한 명이었다.

#### 무역
2018년 1월, 스콧은 트럼프에게 북미자유무역협정을 현대화된 형태로 보존해 달라고 요청하는 서한에 서명한 공화당 상원의원 36명 중 한 명이었다.

### 경찰 바디캠
월터 스콧 총격 사건 (혈연 관계 없음) 이후, 스콧은 상원에 경찰 바디캠에 대한 청문회를 개최할 것을 촉구했다.

### 환경
2017년, 스콧은 트럼프 대통령에게 파리 협정에서 미국을 탈퇴할 것을 촉구하는 서한에 서명한 22명의 상원의원 중 한 명이었다. 2012년, 2014년, 2016년 선거 기간 동안 스콧의 선거 운동은 석유, 가스 및 석탄 산업으로부터 54만 달러 이상의 정치 기부금을 받았다.

### 사법 지명

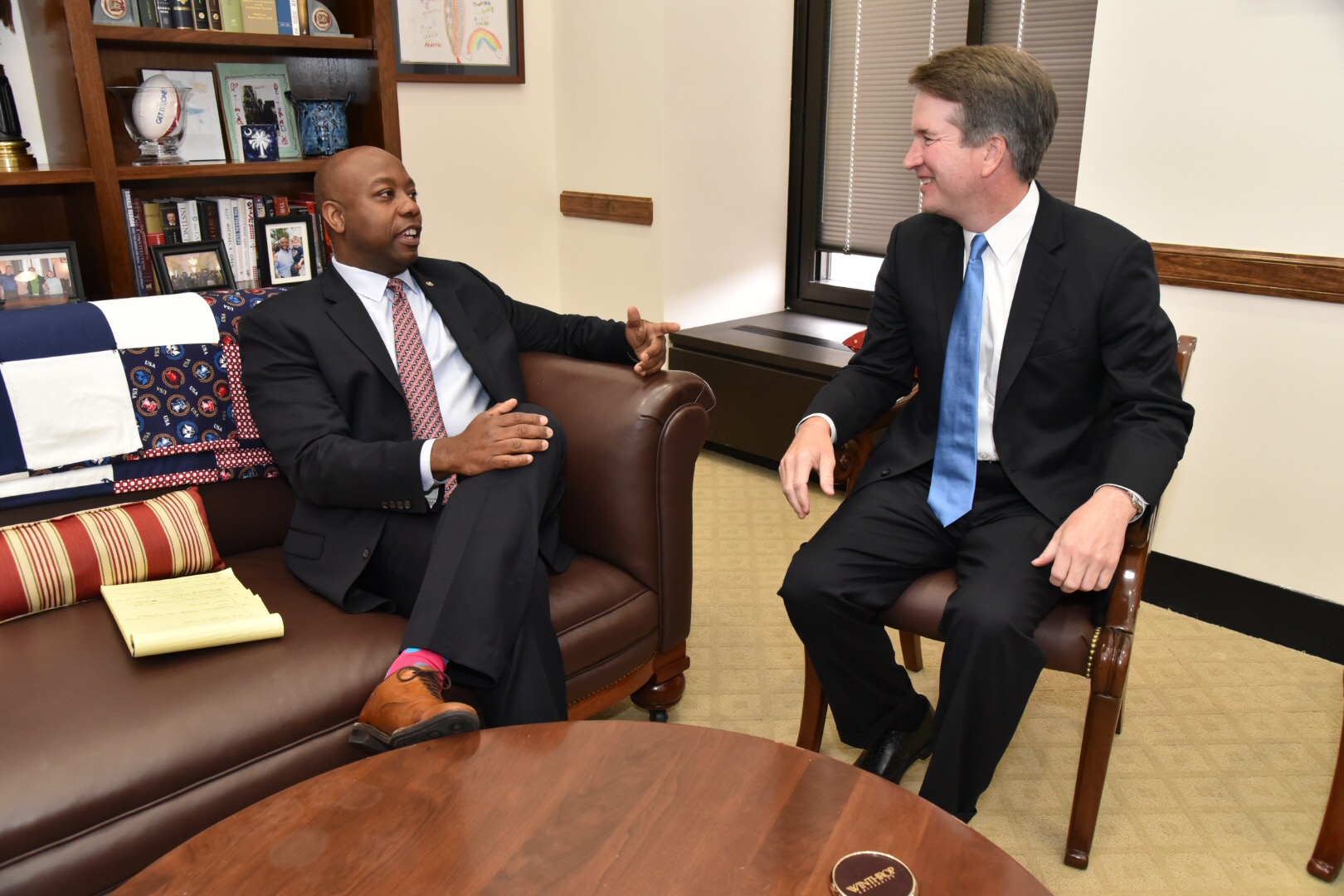
2018년 7월 브렛 캐버노 판사와 만나는 스콧

스콧은 미국 제9항소법원의 라이언 바운즈 판사 지명을 지지하지 않았고, 사실상 지명을 무산시켰다. 그의 결정은 바운즈가 "1990년대 스탠포드 학생 시절에 한 편견적인 발언" 때문이었다고 스콧은 말했다. 마코 루비오가 곧 그와 함께 지명에 반대했고, 미치 매코널은 지명을 철회했다.

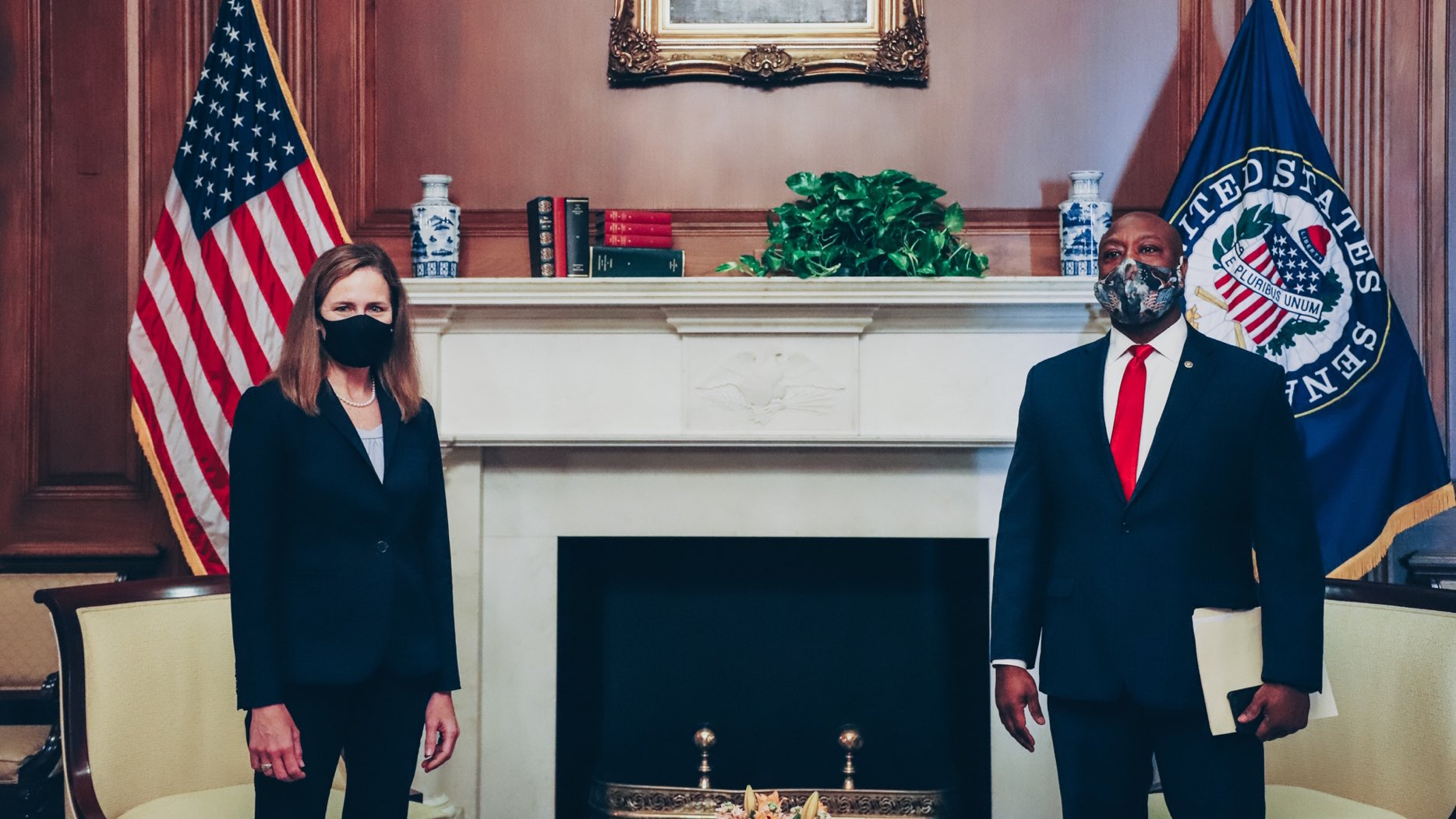
2020년 9월 에이미 코니 배럿 판사와 스콧

2018년 11월, 스콧은 연방 판사직에 대한 토머스 A. 파의 지명에 반대하여 당론을 거스르는 결정을 내렸다. 파는 아프리카계 미국인 유권자들을 억압했다는 비난을 받았다. 스콧은 파가 1984년과 1990년 제시 헬름스 상원 선거 캠페인에 참여하여 흑인 유권자들을 억압하려 했으며, 조지 H. W. 부시 행정부 법무부의 1991년 메모에 "파는 1984년 NCGOP와 1984년 헬름스 상원 위원회가 수행한 '투표 보안' 프로그램의 주요 조정자였다. 그는 1984년에 주로 흑인 투표구 유권자들에게 엽서를 발송하여 선거 당일에 유권자들에게 이의를 제기하는 근거로 삼으려는 등 여러 '투표 보안' 활동을 조정했다"고 명시된 사실을 인용했다. 자신의 투표에 대해 추가로 설명하면서 스콧은 공화당이 "미국에서 인종 문제에 대한 명백한 난관을 피하는 데 매우 서툴다"고 말했다. 사설에서 월스트리트 저널은 스콧을 비판하며, 민주당이 파의 패배를 "가장 교활하고 선동적인 인종적 전술의 정당화"로 볼 것이라고 주장했다. 월스트리트 저널에 보낸 서한에서 스콧은 파의 지명에 대한 "우려를 피하려" 하고 있다고 말했다.

### 트럼프 대통령과 인종차별
2017년, 스콧은 샬러츠빌의 유나이트 더 라이트 랠리에 대해 "인종차별은 현실이다. 살아있다"고 인정하며 반응했다. 트럼프가 집회에서 "양측에 좋은 사람들이 있었다"고 말하고 이어진 폭력에 대해 "양측에 책임이 있다"고 말한 것에 대한 논평을 요청받자, 스콧은 트럼프가 월요일에 "강력한" 발언으로 "증오, 편견, 인종차별을" 처음에는 "거부했지만", 화요일의 발언은 "강력했던 발언들을 지우기 시작했다. 우리가 대통령에게서 보고 싶은 것은 명확성과 도덕적 권위이다. 그리고 화요일 사건이 발생했을 때 그 도덕적 권위는 훼손되었다. 그것은 의심할 여지가 없다. [...] 나는 변호할 수 없는 것을 변호하지 않을 것이다."라고 말했다.
트럼프와 만난 후 스콧은 트럼프가 "매우 수용적이었다"며 "분명히 자신이 한 말, 의도, 그리고 그런 발언에 대한 인식을 되돌아보았고" 이는 "정확히 의도한 바가 아니었다"고 말했다.
스콧은 트럼프에게 조지 플로이드 살해에 반대하는 시위자들을 공격한 자신의 트윗을 삭제할 것을 촉구했다. 스콧은 "그런 트윗은 건설적이지 않다. 의심할 여지 없이. 우리가 대화를 나눌 수 있다는 것에 감사하다. ... 우리는 샬러츠빌 이후에 우리가 대화를 나눴던 것과 비슷한 방식으로 국가와 건설적인 대화를 나눌 수 있다는 사실에 대해 이야기했다. 대통령은 당신이 그에게 문제의 사실을 제시하면 들을 것이다"라고 말했다. 스콧은 또한 트럼프에게 지지자들이 "백인 우월주의"를 외치는 리트윗을 삭제할 것을 주장했고, 트럼프는 곧 그렇게 했다.

### 지지
스콧은 2026년 미국 상원의원 선거에서 린지 그레이엄을 지지했으며, 그레이엄 캠페인 팀의 리더십 역할을 수행하고 있다.

## 개인 생활
1990년대 후반, 스콧은 자신이 금욕을 맹세했고 결혼 전 금욕 서약을 했다고 공개적으로 밝혔다. 2012년에 그 서약을 여전히 지키고 있는지 질문받았을 때, 그는 "그때만큼은 아니다"라고 대답했다.
2023년 5월, 스콧은 이름이 알려지지 않은 여자친구와의 관계에 대해 자세히 밝혔다. 2023년 11월, 그는 찰스턴 출신의 인테리어 디자이너 마인디 노스와 교제 중이라고 공개적으로 발표했다. 두 사람은 세 번째 2024년 공화당 예비 토론회에 함께 모습을 드러냈다. 2024년 1월 21일, 스콧은 약혼을 발표했다. 그들은 2024년 8월 3일 마운트 플레전트에서 결혼했다.
정치에 입문하기 전, 스콧은 보험 및 부동산 산업에서 일했으며, 팀 스콧 올스테이트의 소유주이자 패스웨이 부동산 그룹 LLC의 파트너가 되었다. 그는 찰스턴에 있는 대형 복음주의 교회인 시코스트 교회의 회원이다.

## 같이 보기
- 미국의 흑인 보수주의
- 아프리카계 미국인의 최초 목록
- 아프리카계 미국인 공화당원 목록
- 아프리카계 미국인 미국 하원의원 목록
- 아프리카계 미국인 미국 상원의원 목록
- 아프리카계 미국인 미국 상원의원 후보 목록

## 역대 선거 결과
| 선거명        | 직책명                                  | 대수  | 정당   | 득표율 | 득표수      | 결과 | 당락                             |
| ------------- | --------------------------------------- | ----- | ------ | ------ | ----------- | ---- | -------------------------------- |
| 1996년 선거   | 상원의원 (사우스캐롤라이나 제42부)      | 112대 | 공화당 | 35.03% | 6,110표     | 2위  | 낙선                             |
| 2004년 선거   | 시의원 (찰스턴 카운티 제3선거구)        | -대   | 공화당 | 60.90% | 5,569표     | 1위  | 찰스턴 시의원 당선               |
| 2008년 선거   | 하원의원 (사우스캐롤라이나 제117선거구) | 118대 | 공화당 | 99.27% | 9,080표     | 1위  | 사우스캐롤라이나주 하원의원 당선 |
| 2010년 선거   | 하원의원 (사우스캐롤라이나 제1선거구)   | 112대 | 공화당 | 65.37% | 152,775표   | 1위  | 사우스캐롤라이나주 하원의원 당선 |
| 2012년 선거   | 하원의원 (사우스캐롤라이나 제1선거구)   | 113대 | 공화당 | 62.03% | 179,908표   | 1위  | 사우스캐롤라이나주 하원의원 당선 |
| 2014년 재선거 | 상원의원 (사우스캐롤라이나 제3부)       | 113대 | 공화당 | 61.12% | 757,215표   | 1위  | 사우스캐롤라이나주 상원의원 당선 |
| 2016년 선거   | 상원의원 (사우스캐롤라이나 제3부)       | 115대 | 공화당 | 60.57% | 1,241,609표 | 1위  | 사우스캐롤라이나주 상원의원 당선 |
| 2022년 선거   | 상원의원 (사우스캐롤라이나 제3부)       | 118대 | 공화당 | 62.88% | 1,066,274표 | 1위  | 사우스캐롤라이나주 상원의원 당선 |